# Jewhen Chaczeridi
Jewhen Hryhorowycz Chaczeridi, ukr. Євген Григорович Хачеріді (ur. 28 lipca 1987 w Melitopolu) – ukraiński piłkarz pochodzenia greckiego, występujący na pozycji obrońcy, reprezentant Ukrainy.

## Kariera piłkarska

### Kariera klubowa
Wychowanek Szkoły Piłkarskiej w Melitopolu. W 2005 rozpoczął karierę piłkarską w miejscowej drużynie Ołkom Melitopol. Wiosną 2006 próbował swoich sił w Metałurhu-2 Zaporoże, ale wrócił do melitopolskiego zespołu. Podczas przerwy zimowej sezonu 2006/2007 został wypożyczony do Wołyni Łuck. A już w styczniu 2008 roku podpisał kontrakt z Dynamem Kijów. Najpierw występował w drużynie drugiej i rezerwowej Dynama, a 11 lipca 2009 debiutował w podstawowej jedenastce w meczu za Superpuchar Ukrainy przeciwko Worskły Połtawa. W maju 2018 po wygaśnięciu kontraktu opuścił kijowski klub, a 31 maja 2018 podpisał kontrakt z greckim klubem PAOK FC. 23 października 2019 przeszedł do Dynamy Brześć.

### Kariera reprezentacyjna
10 października 2009 zadebiutował w narodowej reprezentacji Ukrainy w wygranym 1:0 meczu kwalifikacyjnym do MŚ-2010 z Anglią.

## Sukcesy i odznaczenia

### Sukcesy piłkarskie
Dynamo Kijów
- mistrz Ukrainy: 2008/09, 2014/15, 2015/16
- zdobywca Pucharu Ukrainy: 2013/14, 2014/15
- zdobywca Superpucharu Ukrainy: 2009, 2011, 2016